# Walmir José de Almeida
Walmir José de Almeida, noto semplicemente come Walmir (Bom Despacho, 6 giugno 1957), è un ex giocatore di calcio a 5 brasiliano.

## Carriera
Utilizzato nel ruolo di difensore, Walmir ha giocato a livello di club nel Huracan di Minas Gerais. In nazionale ha partecipato a due campionati del mondo: quello inaugurale in Brasile nel 1982, e quello successivo in Spagna nel 1985. In entrambi i casi la nazionale verdeoro vinse il titolo di campione del mondo.